# Kunert Fashion

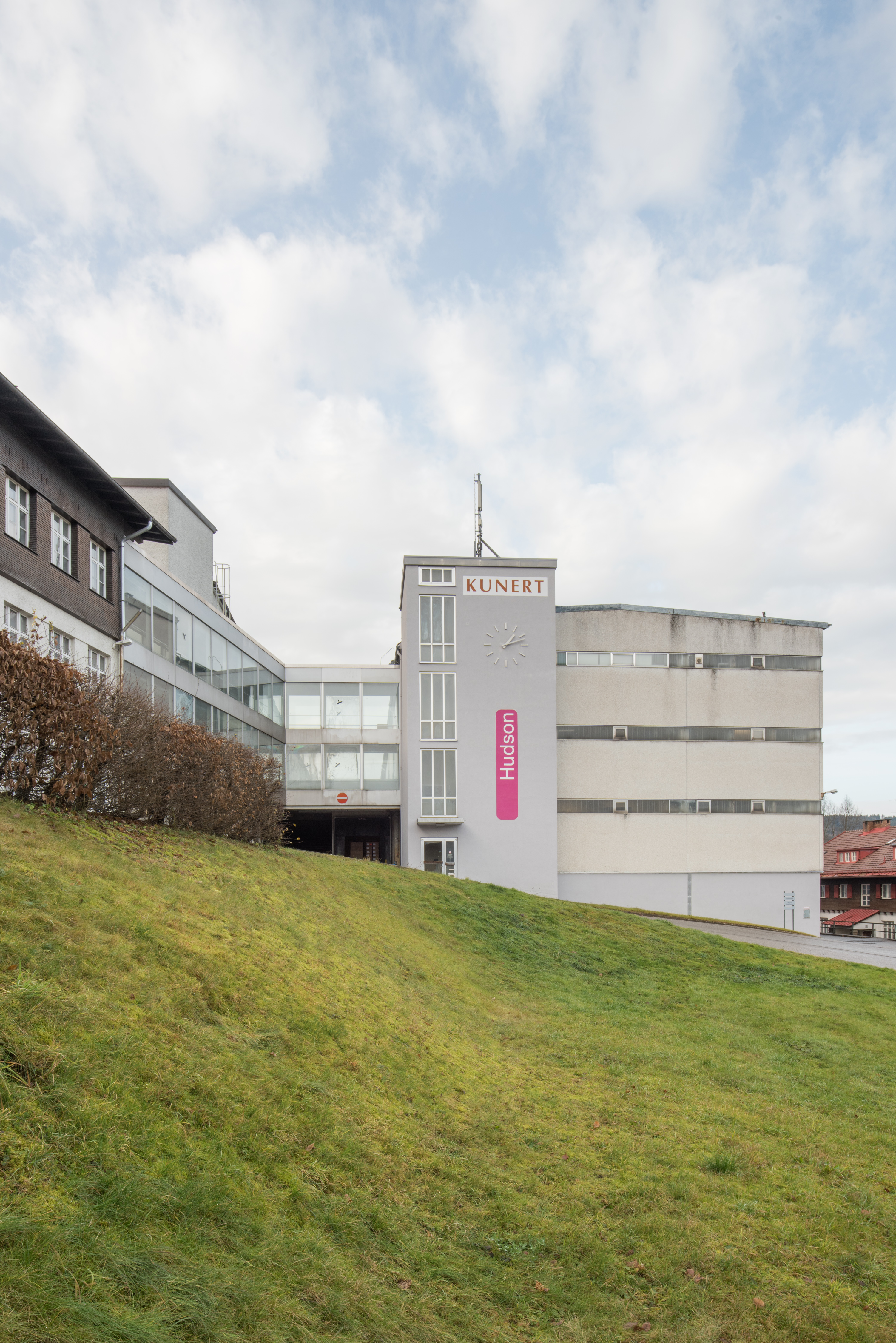
Standort der Kunert Fashion in Immenstadt

Die Kunert Fashion GmbH ist ein deutscher Hersteller von Strümpfen und Strumpfhosen mit Sitz in Immenstadt im Allgäu. Zu ihr gehören die Marken Kunert, Kunert Men und Hudson.

## Geschichte

### Bis 1945
1907 meldete Maria Kunert, geb. Worm (1873–1950) in Warnsdorf im Böhmischen Niederland eine Strickerei in der Klostermann-Straße (tschechisch: Klostermannova) (ehemals Humboldtstraße) Nr. 1342 an, in der sie auf einer Handstrickmaschine Strümpfe und Strickwaren produzierte. Ihre Tochter Maria (* 1896), ausgebildet an der Staatsfachschule für Wirkerei und Stickerei in Schönlinde, spezialisierte und erweiterte diesen Betrieb 1913 in Richtung Heeresbedarf. Um 1918 zog sich die Mutter aus dem Betrieb zurück. 1920 gründete ihr Mann Julius Kunert sen. (1871–1950) eine „Strickerei und Krawattenfabrik“, ihre Söhne Heinrich (1899–1982) und Julius jun. errichteten im benachbarten Großschönau die Wirkwarenfabrik Brüder Kunert, in der Cottonmaschinen aus Chemnitz zum Einsatz kamen; die Unternehmen wurden 1924 verkauft bzw. geschlossen. Am 23. Mai 1924 gründete Kunert in Warnsdorf an der Východní 2087 zusammen mit den Söhnen die Wirkwarenfabrik J. Kunert & Söhne OHG. Mit einer Tagesproduktion von 100.000 Paaren Strümpfe, von denen 85 % in den Export gingen, und einer Mitarbeiterzahl von etwa 5.000 wurde die Firma in den 1930er Jahren Europas größter Strumpfhosenhersteller, seine Produkte wurden von Bat’a und Marks & Spencer vertrieben. Kunert kaufte und erbaute mehrere Strumpffabriken in Schönlinde und Umgebung, in Prag gehörte den Söhnen das größte Kaufhaus. In Brünn kaufte Julius Kunert 1941 die Wollwarenfabrik von Alfred und Ernst Stiassny, die aufgrund ihrer jüdischen Herkunft verfolgt und enteignet worden waren. Die von Kunert in Auftrag gegebenen Umbauten des Verwaltungsgebäudes wurden jedoch bis Kriegsende nicht umgesetzt.
Für Kunerts moderne Strümpfe aus Bembergseide mit Namen Elite warb Marlene Dietrich. Während des Zweiten Weltkriegs wurde zum Teil für die Kriegsproduktion gefertigt, für die etwa 500 Kriegsgefangene eingesetzt wurden. 1943 trat Julius Kunert in die NSDAP ein. Am 29. August 1945 wurde Kunert unter nationale Verwaltung gestellt, im Oktober desselben Jahres wurde das Unternehmen verstaatlicht. Die Familie Kunert wurde aus der Tschechoslowakei vertrieben, sie ließ sich zunächst in Sachsen und danach in Bayern nieder. Der verstaatlichte Betrieb in Warnsdorf bestand als tschechoslowakischer Nationalbetrieb weiter und produziert seit 1947 Strümpfe unter der Marke Elite.

### Nach 1945 bis zur Kunert Fashion GmbH & Co. KG
Die erste Produktionsstätte der Firma war im März 1946 mit 24 Warnsdorfer Mitarbeitern auf geliehenen Maschinen ein gemieteter Saal der Mechanischen Baumwollspinnerei und Weberei in Blaichach. Firmensitz war zunächst Augsburg. Zur Erweiterung der Produktion wurde eine Übersiedlung nach Immenstadt ins stillgelegte Werk der Berliner Physikalischen Werkstätten an der (damaligen) Lindauer Straße erwogen. Der Immenstädter Stadtrat stimmte diesem Vorhaben zu. Nach der Gründung der Kunert Strumpf- und Trikotagenfabrik GmbH, Immenstadt am 1. Juni 1946 ging das Vermögen der Berliner Physikalischen Werkstätten, darunter die Gebäude und Grundstücke an der Lindauer Straße, durch einen Einbringungsvertrag mit den Erben des Firmengründers Scharf am 21. August 1946 an die Firma Kunert über.
Etwa 120 ehemalige Mitarbeiter aus Warnsdorf arbeiteten im April 1947 mit in der Produktion. Die Produktion wurde ständig ausgeweitet, 1950 beschäftigte der Betrieb rund 600 Arbeitskräfte. Anfangs produzierte Kunert Damen- und Herrenwäsche und Kunstseidestoff als Meterware. Später kamen noch Nylonstrümpfe und Socken dazu. Als Julius Kunert sen. 1950 starb, gingen die Kunert-Geschwister getrennte Wege: Während Julius jun. die Strumpffabrik mit Sitz in Immenstadt weiterführte, gründete Heinrich 1949 in Rankweil und Lindau die Textilwerke Heinrich Kunert GmbH & Co. (bis 1998 in Lindau, bis 2009 in Rankweil), sowie 1959 die Textilwerke Deggendorf. Maria wurde in Kempten Strumpffabrikantin und Elfriede (1898–1973), die jüngste Schwester, begründete in Österreich das Unternehmen Löffler.

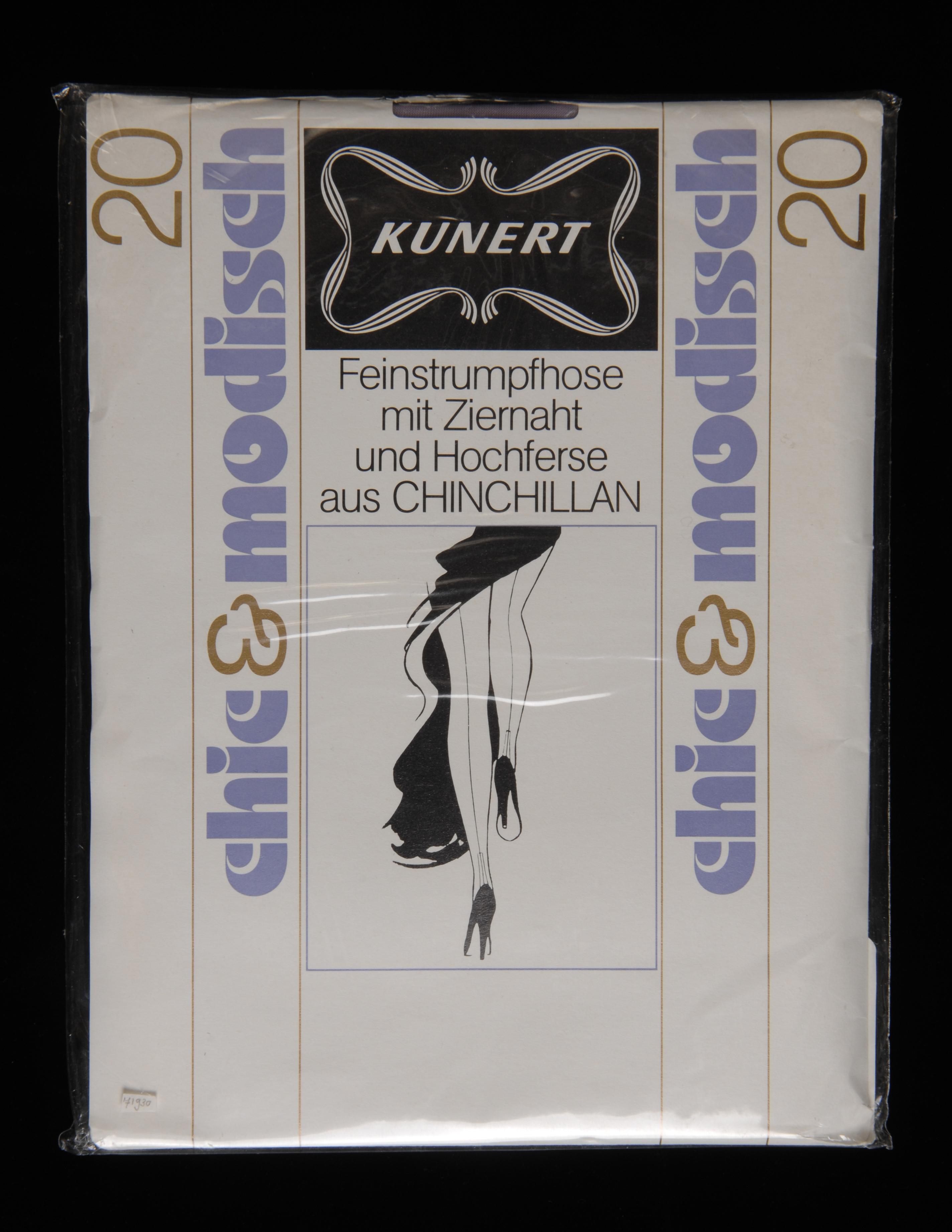
Verpackung einer Kunert-Feinstrumpfhose aus Chinchillan, 1970er oder 1980er Jahre

Seit den 1950er Jahren entstanden Zweigwerke zunächst im Inland, unter anderem in Fischen (1960–1966), Oberstaufen (1960–1969), Kempten (1963–1976/81), Mindelheim (1969/70) und Berlin. Nach der Wende kaufte Kunert ein Werk des DDR-Strumpfkombinats in Geyer. 1969 baute Kunert ein Werk in Berlin mit 680 Rundstrickautomaten und einer Tagesproduktion von 80.000 Strumpfhosen. Im Werk Berlin wurde die Garnveredelung konzentriert und das von Kunert hochentwickelte Nylon-Garn Chinchillan an die deutschen Kunert-Betriebe versandt. 

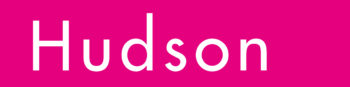
Logo Hudson

1971 übernahm Julius Kunerts Neffe Rainer Michel (* 1935) das operative Geschäft, Julius Kunert blieb strategischer Leiter. 1978 wurde die – in finanziellen Schwierigkeiten  befindliche – Hudson-Gruppe übernommen. Diese hatte vier inländische Werke und je eine Fertigungsstätte in Griechenland und Italien. 1980 wurde die Kunert GmbH gegründet. Ab 1979 verlagerte Kunert die Fertigung zunehmend ins Ausland: 1979 nach Tunesien, 1982 nach Marokko, 1989 nach Portugal und nach dem politischen Umbruch im Jahre 1989 der Samtenen Revolution wurde in Tschechien ein Werk in Betrieb genommen.
Seit 1986 verfolgte Kunert im Bereich der Beinbekleidung und der Damen- und Herrenoberbekleidung eine Multi-Marken-Strategie. Am 1. Januar 1988 wurde das Familienunternehmen in eine Aktiengesellschaft, die Kunert AG, umgewandelt. Das Grundkapital betrug 20 Millionen DM und wurde 1989 auf 28 Millionen DM erhöht. Julius Kunert wurde als Mehrheitsaktionär bis zu seinem Tod 1993 Vorsitzender des Aufsichtsrats. Zum 1. Juli 1989 übernahm Kunert die mit Verlust arbeitende Arlington-Gruppe (und mit diesem Kauf die Markenlizenz für Burlington bis 2008). Es kamen Produktionsstätten in Österreich, Ungarn und den Niederlanden hinzu. 1991 erwirtschaftete Kunert einen Rekordumsatz von rund 325 Millionen Euro, 22 Prozent mehr als noch 1990. Seit 1992 ging jedoch bei Kunert der Umsatz zurück, 2000 machte Kunert erstmals Verluste. Die 2001 angesetzte Restrukturierung schlug fehl, auch die Aktie verlor erheblich an Wert.
2004 beschloss die Hauptversammlung eine Neuausrichtung. 2005 stiegen die Deutsche Bank London, die Hardt Group Private Equity Partners und die Trafalgar Asset Managers als Investoren ein, die Kunert-Familienholding, die zuvor 37 Prozent hielt, zog sich zurück. 2006 schloss das Werk in Geyer, die Produktion wurde ins marokkanische Tétouan verlagert. Erhalten blieben danach nur noch die Werke in Immenstadt, Marokko und im chinesischen Qingdao. Ab 2006 wurde Kunert unter der Leitung von Hermann de Jong und seit 2007 zusätzlich von Robert M. Calhoun einer dreijährigen Restrukturierung unterzogen. 2006 trennte sich Kunert infolge dessen von den Marken Mexx, Calvin Klein und Bruno Banani, 2008 verlor sie die Lizenz an der Marke Burlington an Falke.
2008 (in Klammern die Zahlen von 2007) lagen die Bruttoerlöse bei 74,4 Mio. Euro (87,6 Mio. Euro), einem Rückgang von ca. 15 % zu 2007, die Mitarbeiterzahl betrug 1040 Personen (1221 Personen), davon 321 (346) im Inland. Im selben Jahr übernahmen Stephan Oehl und Andreas Pahl die Leitung der Kunert-Gruppe von Calhoun und de Jong. Die Kunert AG wurde zur Kunert Fashion GmbH & Co. KG.

## Die Kunert Fashion GmbH seit 2013
Am 1. Mai 2013 wurde über die Kunert AG, die Kunert Fashion GmbH & Co. KG und die Kunert Fashion Verwaltungs-GmbH das Insolvenzverfahren eröffnet. Zum Insolvenzverwalter wurde Arndt Geiwitz bestimmt.
Im Zuge einer übertragenden Sanierung übernahm im September 2013 die Grosso Holding des Österreichers Erhard Grossnigg die Mehrheit der neu gegründeten Kunert Fashion GmbH. Diese führte nun statt der bisherigen Kunert Fashion GmbH & Co., an die der (ungenannte) Kaufpreis floss, das operative Geschäft. Die alte Dachgesellschaft Kunert AG bestand weiter, wurde aber zur leeren Unternehmenshülle. Der Finanzinvestor Kingsbridge Capital, der über das Investmentvehikel Julius Textile Investment zuletzt Mehrheitsaktionär der insolventen Kunert AG war, beteiligte sich an der neuen Kunert Fashion GmbH mit einem Minderheitsanteil (über 25 %), die Führung liegt jedoch bei Grossnigg. Die Produktionsstätten von Kunert in Immenstadt (Strumpfschläuche) und Marokko (Fußspitzen) blieben zunächst erhalten, ebenso die Marken Kunert, Julius Kunert (seit 2014 Kunert Men) und Hudson. Von den insgesamt rund 1000 Arbeitsplätzen sollten 110 abgebaut werden.
Seit Februar 2021 ist Werner Töpfl alleiniger Geschäftsführer von Kunert, nachdem die Co-Geschäftsführerin Marion Moser das Unternehmen nach knapp einem Jahr wieder verließ.